# Parque del Centenario (Algeciras)
El parque del Centenario es un parque público de Algeciras (provincia de Cádiz), España, situado en la punta de San García. Fue construido en 2007 gracias a la colaboración entre la Autoridad Portuaria de la Bahía de Algeciras y el Ayuntamiento de la ciudad con motivo del cien aniversario de la conferencia de Algeciras y de la creación de la Junta de Obras del Puerto.

El lugar en el que se encuentra situado tiene más de 100 000 m², correspondientes a antiguos terrenos militares comprados por el puerto para futuras ampliaciones pero finalmente cedidos a la ciudad en 2006 para que formara parte del equipamiento público. En el parque se sitúan las ruinas del antiguo fuerte de San García, destruido alrededor de 1811 por las tropas británicas con motivo de la guerra de independencia entre España y Francia; también existen varios nidos de ametralladoras del siglo XX, y los restos de la antigua torre almenara del siglo XVI. Todas esas estructuras puestas en valor actúan como equipamiento museístico de la ciudad; también destaca la estructura metálica que se levanta en el lugar de la antigua torre almenara, marcando su altura y representando la dirección y la fuerza con la que sopla el viento de la zona, un elemento más del parque, que también está presente en la dirección y el tamaño de unas estructuras de hormigón que a modo de cajas enmarcan el paisaje y dan cobijo al paseante.

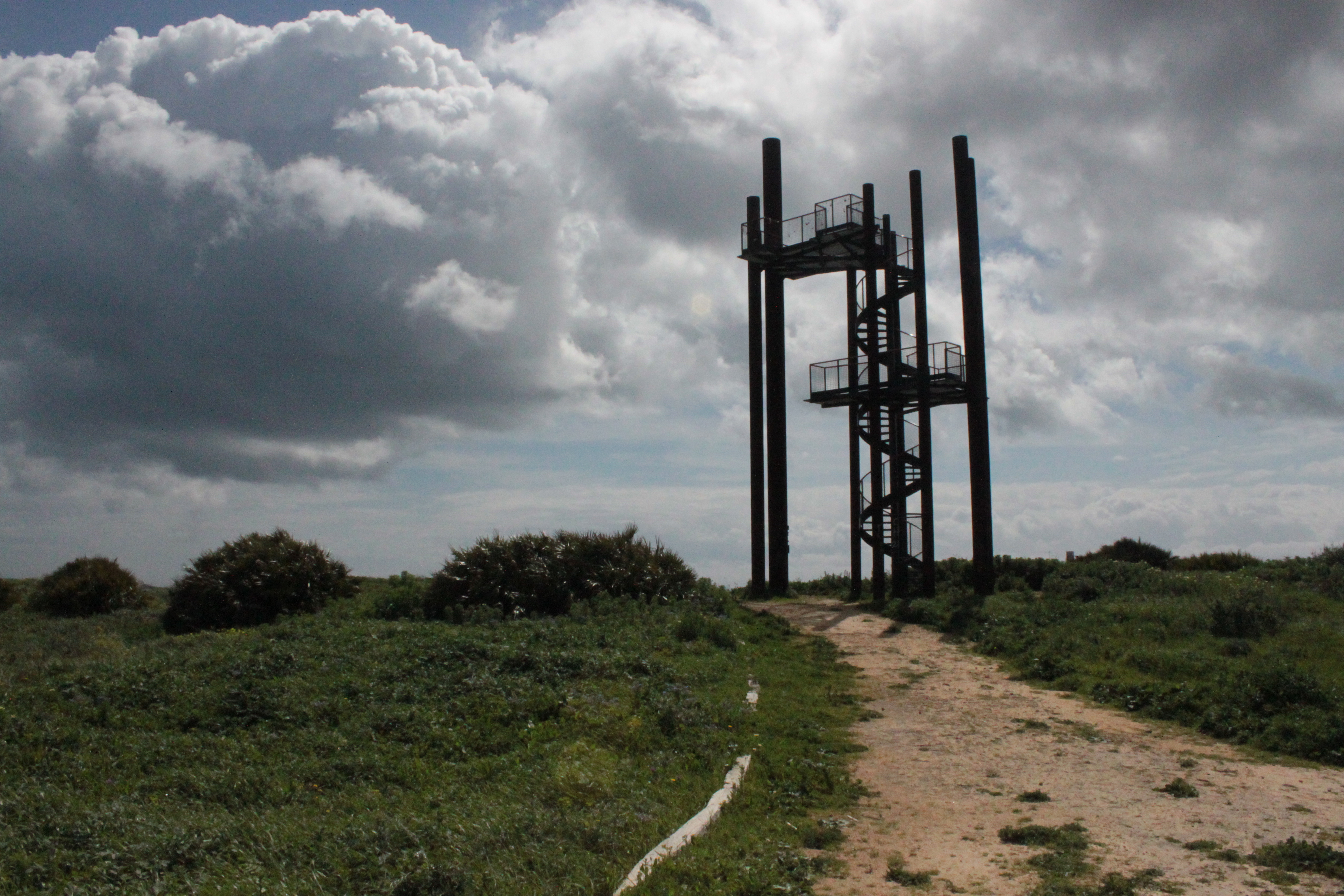
Torre mirador

En los alrededores del parque se encuentran varias urbanizaciones de chalés y dos playas, la de San García y la del Chinarral.
Las comunidades vegetales presentes en el parque han sido poco degradadas por la acción humana, aún encontrándose el parque rodeado de terreno urbano. Las especies vegetales de la zona se corresponden con el mismo modelo de vegetación de toda la zona norte del Estrecho de Gibraltar, especies de escaso porte debido a la fuerte influencia del viento y adaptadas a la salinidad, entre ellos palmitos, lentiscos y otras especies similares que ocupan la práctica totalidad del espacio. En la repoblación previa a la inauguración del parque se actuó sobre una superficie de 16.000 m² con el objetivo de amortiguar el impacto visual de las urbanizaciones circundantes.
El parque es obra de los arquitectos María Caffarena, Víctor Cobos, Andrés García y Bernardo Gómez, y ha sido ampliamente publicado en diversos medios especializados tanto nacionales como internacionales.